# Sergio Pacheco Otero
Sergio Pacheco Otero es un futbolista mexicano. Jugó para el Club Deportivo Guadalajara de 1955 a 1957.
Fue un reconocido futbolista quien fue parte del “Campeonismo”, se desempeñó como lateral derecho destacando su entrega y fiereza en la defensiva. Fue pieza importante para que el Rebaño obtuviera su histórico primer campeonato.

## Clubes
| Club        | País   | Año         |
| ----------- | ------ | ----------- |
| Guadalajara | México | 1955 - 1957 |